# Петричка каза
Петричката каза е каза в Османската империя, част от Сярския санджак на Солунския вилает в началото на XX век. Център на казата е град Петрич, като към нея са прибавени много селища от Мелнишката каза.
Към 1900 година според статистиката на Васил Кънчов („Македония. Етнография и статистика“) казата брои 27 773 българи християни, 865 българи мухамедани, 11 310 турци, 1100 цигани, 40 власи, или общо 41 088 души.
След Балканските войни казата остава в границите на Царство България, като малка част от нея попада в територията на Кралство Гърция. След Първата световна война няколко петрички села влизат в траниците на Кралство СХС.

## Вижте още
- Петричко